# Carlos Alberto Sánchez
Carlos Alberto Sánchez (ur. 24 kwietnia 1963 w San Miguel de Tucumán) – argentyński duchowny katolicki, arcybiskup Tucumán od 2017.

## Życiorys

### Prezbiterat
Święcenia kapłańskie otrzymał 24 czerwca 1988 i został inkardynowany do archidiecezji Tucumán. Był m.in. ojcem duchownym i rektorem seminarium, wikariuszem generalnym archidiecezji, wikariuszem biskupim ds. duszpasterskich oraz delegatem arcybiskupim ds. duszpasterstwa młodzieży i powołań.

### Episkopat
23 sierpnia 2017 papież Franciszek mianował go arcybiskupem ordynariuszem archidiecezji Tucumán. Sakry udzielił mu 13 października 2017 kardynał Luis Héctor Villalba.